# Sony Ericsson Satio

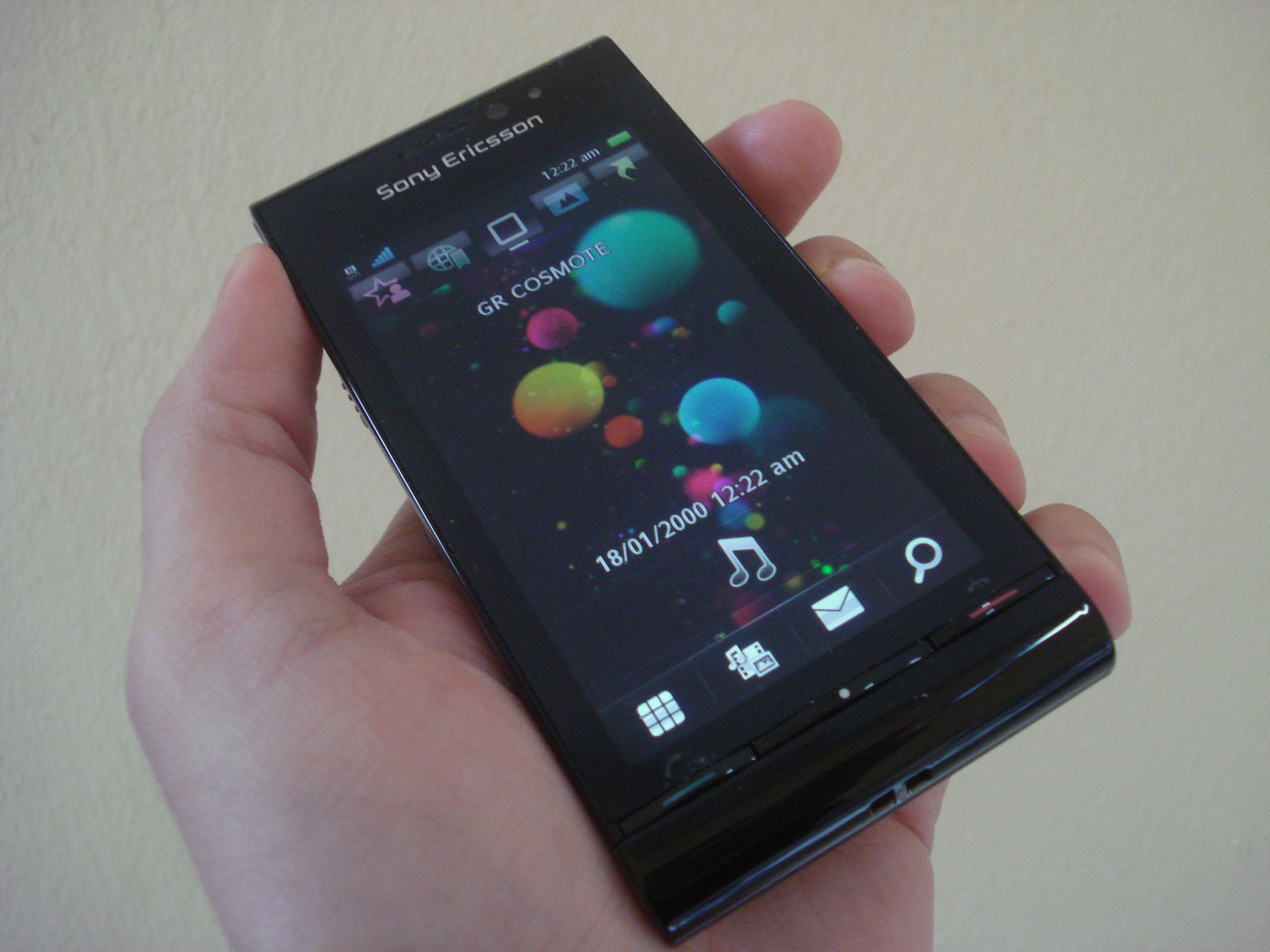
Das Sony Ericsson Satio

Das Sony Ericsson Satio [sɑtio] ist ein auf Multimedia ausgelegtes Mobiltelefon in Form eines Smartphones des vormaligen schwedisch-japanischen Telekommunikationskonzerns Sony Ericsson. Es wurde am 15. Februar 2009 auf dem GSMA Mobile World Congress in Barcelona (Spanien) als Sony Ericsson Idou (Aussprache: englisch „I do“, deutsch „Ich mache“) der Öffentlichkeit vorgestellt. Das Satio kam im vierten Quartal 2009, gemeinsam mit dem Aino und Yari, in den Handel.

## Technische Eigenschaften
Auffälligstes Merkmal des Satio ist die 12,1-Megapixel-Kamera mit Xenon-Blitz. Für Videoaufnahmen wird die integrierte LED-Leuchte verwendet. In der Kamera ist ein Autofokus und Bildstabilisator integriert. Neben der Hauptkamera verfügt das Satio über eine Frontkamera, einen TFT-Sensorbildschirm mit einer Größe von 3,5 Zoll (360 × 640 Pixel). Die Abmessungen betragen 112 × 55 × 13 mm. Das Mobiltelefon wiegt 126 g. Weitere Merkmale sind die Unterstützung von Wi-Fi, A-GPS, Videoanrufen, „Video-Streaming“ und Web-Feeds (im Atom- oder RSS-Format).
Das installierte Betriebssystem ist Symbian OS des Unternehmens Symbian Ltd.
Der interne Speicher verfügt über 128 MB, die mitgelieferte Speicherkarte 8 GB. Mittels einer microSD-Speicherkarte ist der Speicher des Satio bis zu 32 GB erweiterbar.
Sony Ericsson bietet das Satio in den Farben schwarz, silber und bordeauxrot an.